# José Cruz-Conde Fustegueras
José Cruz-Conde Fustegueras (Córdoba, 31 de diciembre de 1878-Madrid, 31 de enero de 1939) fue un militar y político español, que ocupó varios cargos de relevancia durante la dictadura de Primo de Rivera. 
Militar profesional, llegó a participar en la Guerra de Marruecos. Con posterioridad desempeñó los puestos de alcalde de Córdoba, gobernador civil de Sevilla y comisario de la Exposición Iberoamericana de 1929. Militó en Renovación Española y participó en la conspiración militar que dio lugar a la Guerra civil, si bien no tomó parte en la contienda, durante la que permaneció oculto en Madrid.

## Biografía
Nació en Córdoba el 31 de diciembre de 1878. Hijo de Antonio Cruz Fustegueras y de María Conde y Luque, pertenece a una familia con tradición política, tanto por parte de su padre como de su tío. Tuvo dos hermanos, Juan y Rafael, este último también alcalde de Córdoba. Contrajo matrimonio con Ana González Oronotz, con la que no tuvo hijos.

### Carrera militar
Al igual que sus otros dos hermanos, hizo el servicio militar. Ingresó en la Academia de Artillería de Segovia en 1896, alcanzando su graduación con el puesto de teniente en el año 1900. Tiene varios destinos, aunque fundamentalmente Valencia donde pasa gran parte del tiempo. No será hasta el año 1909 cuando ve cumplido su deseo de acudir a Marruecos. Llegaría a alcanzar el grado de teniente coronel de artillería y su actuación en la Guerra de Marruecos le valió la concesión de la Cruz de Mª Cristina (1.ª Clase). Amigo personal del general José Cavalcanti, llegó a actuar como enlace entre él y los generales Primo de Rivera y Sanjurjo de cara a la preparación del futuro golpe de Estado de 1923. Ello le garantizaría un trato de favor por parte del régimen.

### Dictadura de Primo de Rivera
En esta época la familia estuvo muy ligada a la dictadura primorriverista. Considerado un hombre de la confianza de Primo de Rivera, como recompensa por su implicación en la conspiración militar el dictador lo nombró alcalde de Córdoba el 1 de abril de 1924. Por estas fechas era presidente del Círculo de la Amistad. Su paso por la alcaldía fue breve y vino determinado por cambios de carácter estratégico. Entre los cambios que vivió la ciudad se encuentran:
- Impulso para la creación del pantano de Guadalmellato.
- Remodelación de la Plaza de las Tendillas y demolición del Hotel Suizo.
- Apertura de las calles Cruz Conde y Benito Pérez Galdós.
- Creación del Patronato de Turismo.
- Establecimiento del Servicio de Bomberos y del Servicio de Guardia Municipal.

El 3 de enero de 1926 fue sustituido en la alcaldía por Pedro Barbudo.
Durante la dictadura de Primo de Rivera el periódico cordobés La Voz pasó a ser propiedad de la familia, convirtiéndose en órgano oficial del régimen en Córdoba.
Desde 1925 desempeñó el cargo de gobernador civil de la provincia de Sevilla, cargo que mantendría durante cuatro años. Tras su paso por la alcaldía, José Cruz Conde es nombrado Comisario de la Exposición Iberoamericana de Sevilla, donde impulsó que la Casa de Córdoba presente en la Exposición fuera un reclamo para la atracción de turistas a la ciudad. Su actitud al frente de la Exposición, cuya cúpula directiva fue cesada, provocó la dimisión del alcalde de Sevilla y le granjeó grandes antipatías en la capital sevillana, pese a lo cual consiguió llevar adelante la Exposición, que fue inaugurada por el rey Alfonso XIII en 1929. Durante esta época también fue consejero de la Compañía Arrendataria del Monopolio de Petróleos (CAMPSA).

### Segunda República
En 1932 fue detenido por las autoridades republicanas en relación con la «Sanjurjada». Políticamente siempre estuvo cercano a los movimientos monárquicos, estando afiliado al partido derechista Renovación Española —de cuya sección cordobesa sería presidente—. Estaba alineado intelectualmente con José Calvo Sotelo. Concurrió las elecciones de febrero de 1936 dentro de la «Candidatura Antirrevolucionaria», enfrentada a su vez la candidatura del Frente Popular; Cruz-Conde llegó a obtener 97.591 votos, si bien no logró el acta de diputado.
Se le destaca como uno de los artífices del éxito del levantamiento militar en Córdoba que provocó la Guerra Civil junto a Eduardo Quero, Salvador Muñoz Pérez y el coronel Ciriaco Cascajo. Su misión consistió en ser enlace desde Madrid con los antes citados, transmitiendo las órdenes que emanaban de los políticos y militares que preparaban el golpe en la capital de España. A comienzos de julio se trasladó a Córdoba, donde mantuvo contactos con los principales líderes de la conspiración y obtuvo de ellos su palabra de adhesión al «movimiento». Tras esto, ultimó los planes y regresó a la capital. Sin embargo, al parecer el asesinato de Calvo Sotelo habría trastocado los planes de Cruz Conde, quien decidió entonces quedarse en Madrid a petición del general Miguel García de la Herrán.

### Guerra civil
Con residencia en Madrid, el golpe de Estado del 18 de julio le obliga a tener que abandonar su domicilio donde vivía con su esposa Ana, y tener que refugiarse en diferentes sitios en la ciudad, temiendo su detención por parte de las autoridades republicanas y las fuerzas milicianas. Así, se alojó durante diferente tiempo en casas de particulares así como en las embajadas de Perú, Argentina y Santo Domingo, con cuyos responsables mantenía buenas relaciones desde la exposición de 1929. Sus últimos días los pasó en un hospital bajo pabellón francés hasta que le sobrevino la muerte, a causa de un fallo cardíaco, el 31 de enero de 1939, cuando acababa pues de cumplir 60 años.
Al concluir la guerra, sus restos fueron trasladados a Córdoba y se le rindieron honores en el Salón de Sesiones del Ayuntamiento. La ciudad, de la que es hijo predilecto, le ofreció un clamoroso adiós, siendo sepultado en el cementerio de Nuestra Señora de la Salud.

## Pensamiento político
Gracias a la publicación del libro Memorias de José Cruz-Conde, con las notas manuscritas escritas durante su refugio político en el Madrid de la Guerra Civil, se ha podido conocer el pensamiento político más íntimo del militar cordobés. Entre ellas destacan su posicionamiento frente a diferentes aspectos del nuevo régimen que se vislumbraba así como de diferentes personajes de la época.
Sobre el decreto de unificación de las fuerzas políticas y la jefatura de Estado para Francisco Franco, escribió:

Anoche conocimos por la radio el discurso político de Franco y después, el decreto con su preámbulo, creando el partido Nacional (a base de Falange y Requetés), y disolviendo las restantes organizaciones políticas.[...]

El discurso me pareció francamente mediocre, pretencioso y equivocado en algunos puntos de interpretación de períodos de nuestra historia, además...inoportuno y prematuro. Hoy no debe existir más problema que el militar de ganar la guerra y a éste hay que aplicar toda atención y toda energía. Es pronto para definir "con precisión" cuál ha de ser nuestra organización social, política y económica. Será preciso, primero, dominar toda la nación, desarmar todos los partidos e imponer un orden por todos respetado. Entonces será llegada la hora de pensar....en lo que seguramente no ha de resolver una sola persona, por alta que esté

[...] No es fácil suprimir por decreto ideas y convicciones sinceramente sentidas....y menos en este pueblo nuestro tan poco propicio a aceptar moldes únicos, fiel siempre a su rabioso y salvaje individualismo. Además, la declaración de Jefatura de ésta única agrupación política legal me parece otro error máximo. "Jefe" del Estado, "Generalísimo" de tropas y barcos....y "Jefe" del único partido político: ya no le falta más que la "Jefatura" religiosa...y las tiene todas
20 de abril de 1937.

Sobre Queipo de Llano escribió:

La novedad digna de mención a cargo del "bravo" y "discreto" Q de Ll. En una de sus diarias y absurdas charlas ante el "micrófono" se ha dedicado, según nos dicen, a meterse con los asilados en legaciones y Embajadas, declarándonos poco gratos, casi sospechosos, y desde luego excesivamente prudentes, si no francamente cobardes. ¡Olé y olé! Ya me esperaba yo, conocedor de mi gente, algún benévolo juicio parecido a éste, respecto a nosotros; pero la verdad no lo esperaba de labios de este "Leónidas" irresponsable y borrachín. Y menos aún que le "toleren" estos desahogos....lo que puedan y "deban imponer" corrección, juicio y mensura....a los que los hayan de menester
8 de octubre de 1937.